# 미케 해변

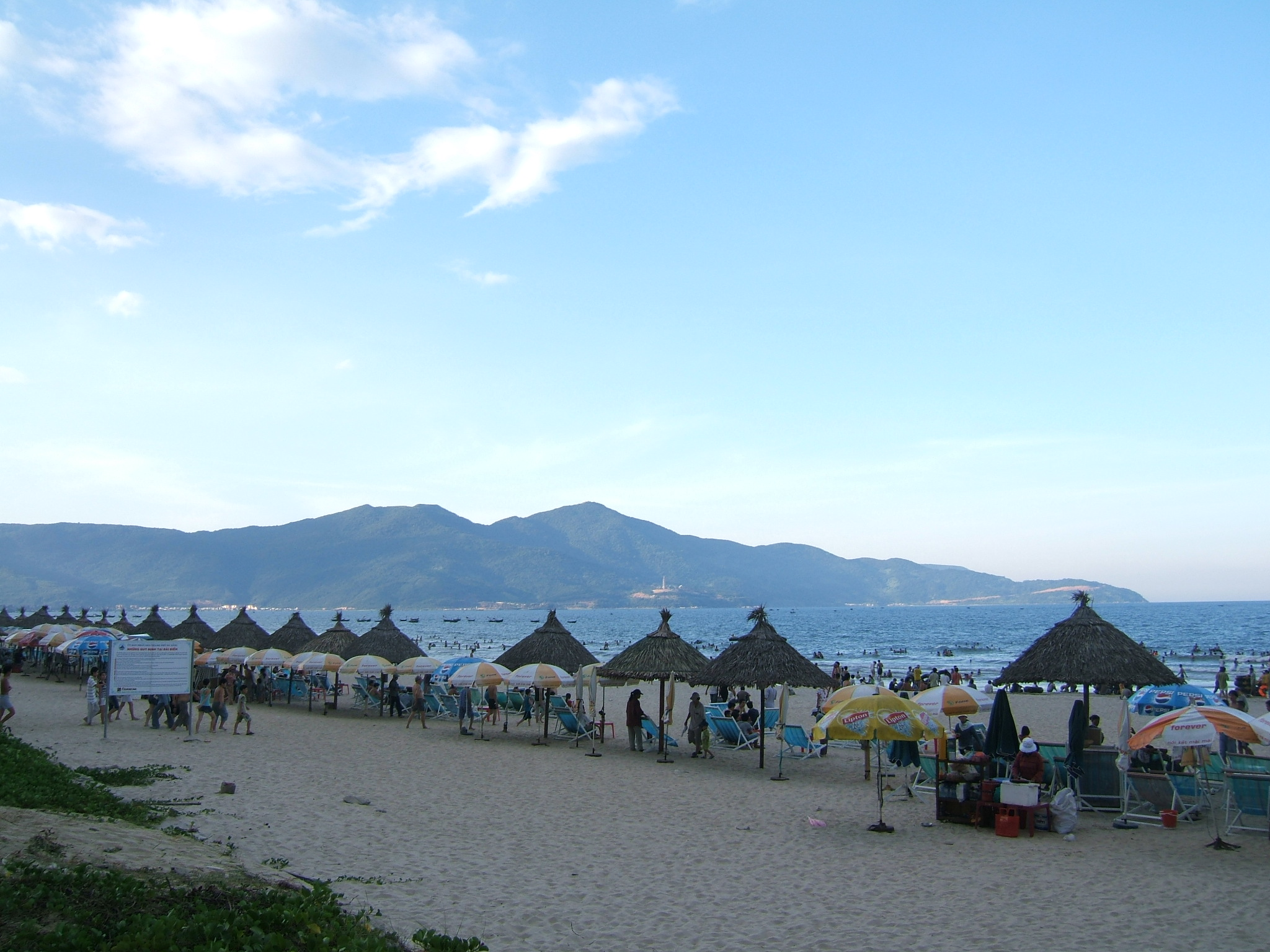
미케 해변

미케 해변(bãi biển Mỹ Khê)은 베트남 다낭시 선짜군 미프억에 위치한 해변이다. 시내 외곽으로 차를 타고 쉽게 접근할 수 있는 교통접근성이 좋아 인기 있는 해변 중 하나이다.

## 개요
미케 해변의 길이는 900m이며, 다낭 해변 중 가장 번화하다. 1975년 이전에 미군 장교들이 휴양지로 사용하기 위해 이곳에 많은 서비스 시설들을 설립했다.
2005년 미국의 경제 잡지 《포브스》는 다낭 해변을 지구상에서 가장 섹시한 6대 해변 중 하나로 손꼽았다.